# Bistum Obala
Das Bistum Obala (lateinisch: Dioecesis Obalanus) ist eine in Kamerun gelegene römisch-katholische Diözese mit Sitz in Obala.

## Geschichte
Das Bistum Obala wurde am 3. Juli 1987 durch Papst Johannes Paul II. mit der Apostolischen Konstitution Ad spirituale bonum aus Gebietsabtretungen des Erzbistums Yaoundé errichtet und diesem als Suffraganbistum unterstellt.

## Bischöfe von Obala
- Jérôme Owono-Mimboe, 1987–2009
- Sosthène Léopold Bayemi Matjei, seit 2009